# Coppa del mondo per club FIFA 2011
La Coppa del Mondo per club FIFA 2011 (in giapponese: 2011FIFAクラブワールドカップ, 2011 FIFA kurabuwārudokappu, in inglese: 2011 FIFA Club World Cup), è stata l'ottava edizione di questo torneo di calcio per squadre maschili di club organizzato dalla FIFA. Si tratta della 7ª edizione da quando ha sostituito la Coppa Intercontinentale. Dopo le due edizioni precedenti disputatesi negli Emirati Arabi Uniti, la competizione è tornata nuovamente a svolgersi in Giappone, dall'8 al 18 dicembre 2011.
Vincitore della manifestazione è stato il Barcellona, che ha sconfitto in finale il Santos per 4-0, conquistando il trofeo per la seconda volta dopo quello del 2009.

## Formula
La formula del torneo è la stessa dall'edizione del 2008. Partecipano le sei vincitrici delle rispettive competizioni continentali, più la squadra campione nazionale del paese ospitante. Se una squadra del paese ospitante vince il proprio trofeo continentale, al posto dei campioni nazionali partecipa la finalista della competizione internazionale, visto il divieto di partecipazione per più squadre dello stesso paese.
I campioni nazionali del paese organizzatore devono sfidare i rappresentanti dell'Oceania in un turno preliminare, la cui vincente si aggrega alle detentrici dei titoli di Africa, Asia e Centro-Nord America. Le vincenti di questi scontri sfidano in semifinale le vincitrici della UEFA Champions League e della Coppa Libertadores. Oltre la finale per il titolo si disputano gli incontri per il terzo e il quinto posto.

## Stadi
Il Nissan Stadium di Yokohama, durante lo svolgimento della Coppa del mondo per club, torna ad assumere il precedente nome di International Stadium. Ciò a causa di una norma della FIFA che vieta di sponsorizzare i nomi degli stadi utilizzati durante le proprie competizioni.
| International Stadium | Toyota Yokohama | Stadio Toyota    |
| --------------------- | --------------- | ---------------- |
| Località: Yokohama    | Toyota Yokohama | Località: Toyota |
| Capienza: 72.370      | Toyota Yokohama | Capienza: 45.000 |
|                       | Toyota Yokohama |                  |

## Squadre partecipanti
| Squadra        | Data di qualificazione | Confederazione | Qualificata in quanto                        | Partecipazioni       |
| -------------- | ---------------------- | -------------- | -------------------------------------------- | -------------------- |
| Auckland City  | 17 aprile 2011         | OFC            | Campione OFC Champions League 2010-2011      | 3ª (Ultima nel 2009) |
| Monterrey      | 27 aprile 2011         | CONCACAF       | Campione CONCACAF Champions League 2010-2011 | 1ª                   |
| Barcellona     | 28 maggio 2011         | UEFA           | Campione UEFA Champions League 2010-2011     | 3ª (Ultima nel 2009) |
| Santos         | 22 giugno 2011         | CONMEBOL       | Campione Coppa Libertadores 2011             | 1ª                   |
| Al-Sadd        | 5 novembre 2011        | AFC            | Campione AFC Champions League 2011           | 1ª                   |
| Espérance      | 12 novembre 2011       | CAF            | Campione CAF Champions League 2011           | 1ª                   |
| Kashiwa Reysol | 3 dicembre 2011        | AFC            | Campione nazionale 2011 del Giappone         | 1ª                   |

## Arbitri
La FIFA ha selezionato un arbitro per ogni confederazione, più uno di riserva.
AFC
- Ravshan Irmatov
- Yūichi Nishimura (riserva)

CAF
- Noumandiez Doué

CONCACAF
- Joel Aguilar

CONMEBOL
- Enrique Osses

OFC
- Peter O'Leary

UEFA
- Nicola Rizzoli

## Risultati

### Tabellone
|  | Primo turno    | Primo turno                  |                              |           | Secondo turno  | Secondo turno |                             |                             | Semifinali | Semifinali |  |  | Finale | Finale |
|  |                |                              |                              |           |                |               |                             |                             |            |            |  |  |        |        |
|  | Kashiwa Reysol | 2                            |                              |           |                |               |                             |                             |            |            |  |  |        |        |
|  | Kashiwa Reysol | 2                            |                              |           |                |               |                             |                             |            |            |  |  |        |        |
|  | Auckland City  | 0                            |                              |           | Kashiwa Reysol | 1 (4)         |                             |                             |            |            |  |  |        |        |
|  | Auckland City  | 0                            |                              |           | Kashiwa Reysol | 1 (4)         |                             |                             |            |            |  |  |        |        |
|  |                |                              |                              |           | Monterrey      | 1 (3)         |                             |                             |            |            |  |  |        |        |
|  | Kashiwa Reysol | 1                            |                              |           | Monterrey      | 1 (3)         |                             |                             |            |            |  |  |        |        |
|  | Kashiwa Reysol | 1                            |                              |           |                |               |                             |                             |            |            |  |  |        |        |
|  |                |                              | Santos                       | 3         |                |               |                             |                             |            |            |  |  |        |        |
|  |                |                              | Santos                       | 3         |                |               |                             |                             |            |            |  |  |        |        |
|  |                |                              |                              |           |                |               |                             |                             |            |            |  |  |        |        |
|  |                |                              |                              |           |                |               |                             |                             |            |            |  |  |        |        |
|  | Santos         | 0                            |                              |           |                |               |                             |                             |            |            |  |  |        |        |
|  | Santos         | 0                            |                              |           |                |               |                             |                             |            |            |  |  |        |        |
|  |                | Barcellona                   | 4                            |           |                |               |                             |                             |            |            |  |  |        |        |
|  |                |                              | 4                            | Espérance | 1              |               |                             |                             |            |            |  |  |        |        |
|  |                |                              |                              |           |                |               |                             |                             |            |            |  |  |        |        |
|  |                | Al-Sadd                      | 2                            |           |                |               |                             |                             |            |            |  |  |        |        |
|  | Al-Sadd        | Al-Sadd                      | 2                            | 0         |                |               |                             |                             |            |            |  |  |        |        |
|  | Al-Sadd        | Incontro per il quinto posto | Incontro per il quinto posto | 0         |                |               | Incontro per il terzo posto | Incontro per il terzo posto |            |            |  |  |        |        |
|  |                | Incontro per il quinto posto | Incontro per il quinto posto |           | Barcellona     | 4             | Incontro per il terzo posto | Incontro per il terzo posto |            |            |  |  |        |        |
|  | Monterrey      | 3                            | Kashiwa Reysol               | 0 (3)     | Barcellona     | 4             |                             |                             |            |            |  |  |        |        |
|  | Monterrey      | 3                            | Kashiwa Reysol               | 0 (3)     |                |               |                             |                             |            |            |  |  |        |        |
|  | Espérance      | 2                            | Al-Sadd                      | 0 (5)     |                |               |                             |                             |            |            |  |  |        |        |
|  | Espérance      | 2                            | Al-Sadd                      | 0 (5)     |                |               |                             |                             |            |            |  |  |        |        |
|  |                |                              |                              |           |                |               |                             |                             |            |            |  |  |        |        |

### Play-off per i quarti di finale
| Arbitro: | Nicola Rizzoli |

|                     |           |  |
| Tanaka 37’ Kudo 40’ | Marcatori |  |

### Quarti di finale
| Arbitro: | Peter O'Leary |

|                                                        |                      |                                     |
| Leandro Domingues 53’                                  | Marcatori            | 58’ Suazo                           |
| Leandro Domingues Jorge Wagner Kurisawa Tanaka Hayashi | Tiri di rigore 4 – 3 | L. Pérez Suazo Ayoví Orozco Delgado |

| Arbitro: | Enrique Osses |

|             |           |                      |
| Darragi 60’ | Marcatori | 33’ Ibrahim 49’ Koni |

### Incontro per il quinto posto
| Arbitro: | Ravshan Irmatov |

|                                   |           |                                |
| Mier 39’ de Nigris 44’ Zavala 47’ | Marcatori | 31’ N'Djeng 76’ (rig.) Mouelhi |

### Semifinali
| Arbitro: | Nicola Rizzoli |

|           |           |                                  |
| Sakai 54’ | Marcatori | 19’ Neymar 24’ Borges 63’ Danilo |

| Arbitro: | Joel Aguilar |

|  |           |                                       |
|  | Marcatori | 25’ 43’ Adriano 64’ Keita 81’ Maxwell |

### Incontro per il terzo posto
| Arbitro: | Noumandiez Doué |

|                                 |                      |                                     |
| Jorge Wagner Sawa Hayashi Otani | Tiri di rigore 3 – 5 | Niang Keïta Majid Al Haidos Belhadj |

### Finale
| Arbitro: | Ravshan Irmatov |

|  |           |                                     |
|  | Marcatori | 17’ 82’ Messi 24’ Xavi 45’ Fàbregas |

## Classifica finale
| Pos. | Squadra        | Confederazione |
| ---- | -------------- | -------------- |
| 1    | Barcellona     | UEFA           |
| 2    | Santos         | CONMEBOL       |
| 3    | Al-Sadd        | AFC            |
| 4    | Kashiwa Reysol | AFC            |
| 5    | Monterrey      | CONCACAF       |
| 6    | Espérance      | CAF            |
| 7    | Auckland City  | OFC            |

## Classifica marcatori
| Gol |  | Minuti giocati | Giocatore         | Squadra        |
| --- |  | -------------- | ----------------- | -------------- |
| 2   |  | 90'            | Adriano           | Barcellona     |
| 2   |  | 180'           | Lionel Messi      | Barcellona     |
| 1   |  | 24'            | Maxwell           | Barcellona     |
| 1   |  | 88'            | Oussama Darragi   | Espérance      |
| 1   |  | 90'            | Cesc Fàbregas     | Barcellona     |
| 1   |  | 90'            | Seydou Keita      | Barcellona     |
| 1   |  | 90'            | Xavi              | Barcellona     |
| 1   |  | 113'           | Aldo de Nigris    | Monterrey      |
| 1   |  | 120'           | Danilo            | Santos         |
| 1   |  | 120'           | Humberto Suazo    | Monterrey      |
| 1   |  | 159'           | Borges            | Santos         |
| 1   |  | 180'           | Yannick N'Djeng   | Espérance      |
| 1   |  | 180'           | Neymar            | Santos         |
| 1   |  | 180'           | Khaled Mouelhi    | Espérance      |
| 1   |  | 210'           | Hiram Mier        | Monterrey      |
| 1   |  | 210'           | Jesús Zavala      | Monterrey      |
| 1   |  | 238'           | Khalfan Ibrahim   | Al-Sadd        |
| 1   |  | 240'           | Masato Kudō       | Kashiwa Reysol |
| 1   |  | 300'           | Abdulla Koni      | Al-Sadd        |
| 1   |  | 300'           | Leandro Domingues | Kashiwa Reysol |
| 1   |  | 345'           | Junya Tanaka      | Kashiwa Reysol |
| 1   |  | 397'           | Hiroki Sakai      | Kashiwa Reysol |